# Resolución 37/9 de la Asamblea General de las Naciones Unidas
La Resolución 37/9 de la Asamblea General de las Naciones Unidas del 4 de noviembre de 1982, reconoció que la Guerra de las Malvinas, finalizada unos meses antes, no alteró la vigencia ni la naturaleza de la disputa de soberanía de las islas entre la Argentina y el Reino Unido, que continuó pendiente de negociación y solución.

## Historia

### Antecedentes
Con su victoria en la Guerra de las Malvinas, el gobierno del Reino Unido pretendió que se daba por terminada la disputa de soberanía a su favor. Margaret Thatcher, primera ministra británica, desde el fin del conflicto armado se negó a tratar la cuestión de soberanía si no se conformaba a los «deseos» de la población isleña. Veinte países de América Latina, pese a la derrota argentina, solicitaron que se incluyera la cuestión Malvinas en la Agenda de la Asamblea General de la ONU de 1982. Chile, que colaboró con el Reino Unido en la guerra, fue uno de los firmantes del proyecto de la resolución. Cabe detallar que durante el conflicto nunca hubo una declaración oficial y formal de hostilidades.

### Firma
La resolución 37/9 fue firmada cuatro meses y medio después del alto el fuego del 14 de junio. La resolución tomó en cuenta el cese de hostilidades en el océano Atlántico Sur y la intención de los dos países de no reanudarlas. Pidió a los gobiernos de ambos países reanudar las negociaciones para solucionar pacíficamente la disputa de soberanía, teniendo en cuenta los «intereses» de los habitantes de las islas. Además, pidió al Secretario General de las Naciones Unidas, Javier Pérez de Cuéllar, que emprendiera una «misión renovada de buenos oficios» para asistir a los dos países en el cumplimiento de las resoluciones.
Por primera vez, un proyecto de resolución sobre la cuestión Malvinas era presentado por veinte países latinoamericanos, en lugar de hacerlo solamente la Argentina. La resolución también fue particular por tener el porcentaje más bajo de votos a favor de la historia del organismo con el 58 % de los miembros. Además, se eliminó en la consideración los apoyos del reconocimiento de soberanía argentina a las islas logrados por el gobierno argentino en las reuniones del Movimiento de Países No Alineados, y como se dijo anteriormente, por primera vez se encomendó una misión de buenos oficios al Secretario General. También la resolución fue la primera de la cuestión Malvinas que contó con un voto a favor de los Estados Unidos, país que había asistido al Reino Unido durante el conflicto del Atlántico Sur, que en las resoluciones sobre Malvinas siempre se había abstenido y que buscaba recomponer sus vínculos con América Latina.

### Resultados y reacciones
La resolución fue favorable a la Argentina, logrando una victoria diplomática en la comunidad internacional, que instó a continuar con las negociaciones de soberanía. Es decir que pese a que fue derrotada en la guerra, sus títulos y derechos sobre el archipiélago no fueron perjudicados. La cuestión de soberanía tenía tanta vigencia después del 14 de junio como la tenía antes del 2 de abril, fecha del desembarco argentino en las islas.
El pedido de las Naciones Unidas por reanudar las negociaciones fue reiterado entre 1983 y 1988 en las resoluciones 38/12, 39/6, 40/21, 42/19 y 43/25, que tomaron como base la resolución 37/9, además de otras anteriores y similares. La resolución 38/12 de noviembre de 1983, incluye en el preámbulo la frase «lamentando la falta de progreso en el cumplimiento de su resolución 37/9». Además, en su segundo artículo declara que toma nota del informe del Secretario General sobre el cumplimiento de la resolución 37/9. Las relaciones bilaterales entre la Argentina y el Reino Unido se restablecieron en 1989.
El 20 de noviembre de 1982, la Asamblea General de la Organización de Estados Americanos (OEA) emitió la Resolución 595 donde expresó el apoyo de los países americanos a la resolución 37/9, notificándolo a las Naciones Unidas. El 17 de noviembre de 1983, la OEA volvió a expresarse en el mismo sentido que la resolución 37/9.
A pesar de la resolución 37/9 y del apoyo de Estados Unidos y del resto de los países de América, el Reino Unido se negó a negociar argumentando que estaba seguro de su soberanía de las islas. El periódico Washington Post, luego de la firma de la resolución, publicó una entrevista a Margaret Thatcher donde manifestaba su «decepción» y sorpresa por el voto estadounidense a favor de la Argentina. El Ministro de Relaciones Exteriores británico, Francis Pym, citó al embajador estadounidense en Londres y le transmitió el «disgusto» de su gobierno. El embajador británico ante las Naciones Unidas, Sir John Thomson, calificó a la resolución de «inoportuna y desconsiderada».
El embajador Thompson sostuvo que el apoyo estadounidense a las resoluciones alentaría a los argentinos a reanudar la presión sobre el tema de la soberanía de las islas. También declaró que la Argentina estaba preparándose para un «segundo round» (un nuevo conflicto armado por las islas), debido a que el gobierno militar había iniciado un rearme de sus fuerzas armadas inmediatamente después del alto al fuego. Thatcher volvió a declarar a la prensa que no iba a negociar con la Argentina.
Con el retorno a la democracia en la Argentina, el nuevo gobierno de Raúl Alfonsín asumido el 10 de diciembre de 1983, se declaró dispuesto a iniciar conversaciones con el Reino Unido para mejorar sus relaciones bilaterales y buscar una solución pacífica a la disputa de soberanía de las islas en el marco de las resoluciones 37/9 y 38/12 de la Asamblea General.

## Votación
La Resolución contó con noventa votos a favor, cincuenta y dos abstenciones y doce votos en contra —entre ellos el Reino Unido, además de Antigua y Barbuda, Belice, Dominica, Fiyi, Gambia, Islas Salomón, Malawi, Nueva Zelanda, Omán, Papúa Nueva Guinea y Sri Lanka—.